# Спирамицин
Спирамицин (Spiramycin, в химии известен также как Формацидин, Formacidine) — природный антибиотик, получаемый из актиномицета Streptomyces ambofaciens, первый представитель 16-членных макролидов. Структурную основу спирамицина составляет лактонное кольцо, состоящее из 16 атомов углерода, к которому присоединены три углеводных остатка: форозамин, микаминоза и микароза. Препарат представляет собой естественным образом полученное сочетание трёх химических форм (спирамицин I, II, III). Распространён в странах Европы, Латинской Америке, Канаде. В США не прошёл регистрацию FDA, но может применяться c ведома этических комитетов учреждений для лечения токсоплазмоза у беременных.

## Торговые названия
| Торговое название | Производитель  | Страна  |
| ----------------- | -------------- | ------- |
| Дорамицин         | World Medicine | Турция  |
| Ровамицин         | Sanofi         | Франция |

## Формы выпуска
В Российской Федерации — таблетки 1,5 (500 мг) и 3 млн МЕ (1000 мг), раствор для приготовления инъекций 1,5 млн МЕ (500 мг).
За рубежом выпускается также в виде ректальных свечей, суспензии для приёма внутрь.

## История
Спирамицин выделен в 1951 и формально описан в 1954 году S. Pinnert-Sindico в 1954, как активное в отношении грамположительных микроорганизмов вещество. Производящий его микроорганизм — Streptomyces ambofaciens выделен из почвы на юге Франции. Выпуск пероральной формы препарата под названием «Ровамицин» был начат во Франции фирмой Rhône-Poulenc Rorer с 1955 года. В 1958 выявлена его активность в отношении Toxoplasma gondii. С 1968 применяется в лечении токсоплазмоза у беременных. В 1987 году начато производство формы спирамицина для парентерального введения.

## Фармакокинетика

### Абсорбция
Всасывание при пероральном применении неполное, биодоступность составляет в среднем 33 % — 39 % (в пределах 10 — 69 %). Всасывание дольше, чем у эритромицина, что возможно связано с ионизацией препарата в кислой среде желудка. Приём с пищей снижает биодоступность препарата на 50 % и замедляет набор его концентрации в сыворотке.

### Распространение
Спирамицин достигает высоких концентраций в тканях легких, бронхов, миндалин, придаточных пазух носа и тазовых органов женщин, причём высокие концентрации в них сохраняются после снижения сывороточных концентраций. Концентрация в слюне в 1,3 — 4,8 раз выше, чем в сыворотке. Препарат проникает через плацентарный барьер, а также в молоко. Тем не менее, концентрация в крови плода составляет 50 % от концентрации в крови матери. Повышенная концентрация обнаружена также в желчи, полиморфноядерных нейтрофилах и макрофагах.

Препарат не проникает через гематоэнцефалический барьер. Объём распространения составляет 383—660 литров.

### Выведение
В отличие от других макролидов, метаболизм практически не связан с системой цитохрома P450. С жёлчью выводится до 80 % дозы, с почками 4-14 % дозы.

### Прочие свойства
Связь с протеинами: самая низкая среди макролидов — 10 — 25 %.
Биотрансформация: метаболиты спирамицина до конца не изучены, метаболизм происходит в печени
Период полураспада:
- при внутривенном введении: у молодых (18 — 32 лет) 4,5 — 6,2 часов. У пожилых (73 — 85 лет) около 9,8 — 13,5 часов.
- при пероральном введении: 5,5 — 8 часов
- при ректальном введении (у детей, в России не предусмотрено): около 8 часов

Время достижения максимума концентрации:
- при внутривенном введении: при завершении введения
- при пероральном введении: 3 — 4 часа
- при ректальном введении: (у детей) 1,5 — 3 часа

Максимальная сывороточная концентрация
- при внутривенном введении: 2,3 мг/мл при введении 500 мг
- при пероральном введении: около 1 мг/мл при введении 1 г,1,6 — 3,1 мг/мл при введении 2 г
- при ректальном введении (у детей): около 1,6 мг/мл при дозе 1,3 млн единиц

## Фармакодинамика

### Механизм действия
- Природный антибиотик из группы макролидов, действует бактериостатически (при использовании в высоких дозах может действовать бактерицидно в отношении более чувствительных штаммов): подавляет синтез белка в микробной клетке за счет обратимого связывания с 50S-субъединицей рибосом, что приводит к блокаде реакций транспептидации и транслокации. В отличие от 14-членных макролидов способен соединяться не с одним, а с тремя (I—III) доменами субъединицы, что, возможно, обеспечивает более стойкое связывание с рибосомой и, следовательно, более длительный антибактериальный эффект.
- Спирамицин обладает иммуномодулирующими свойствами, характеризующимися усилением хемотаксиса, адгезии и фагоцитарной активности нейтрофилов, уменьшением трансформации лимфоцитов, увеличением продукции интерлейкина-6.
- Постантибиотический эффект. Для спирамицина характерен длительный постантибиотический эффект, выраженный в большей степени, чем у 14-членных макролидов. Постантибиотический эффект характеризуется продолжением подавления роста бактерий при удалении антибиотика из среды и имеет важное значение в антимикробном действии антибиотиков. Продолжительность постантибиотического эффекта спирамицина в отношении стрептококков и пневмококков составляет от 4 до 9 часов, в отношении золотистого стафилококка — около 9 часов.
- Проантибиотический эффект. Отмечено, что в субингибирующих концентрациях (то есть в концентрациях ниже МПК в 2 и более раз) спирамицин не обладает бактерицидным или бактериостатическим действием, но способен изменять морфологию и снижать функциональную активность бактериальной клетки, в результате чего уменьшается вирулентность микроорганизмов и увеличивается фагоцитарная и бактерицидная способность нейтрофилов и макрофагов.

Показано, что антибактериальная активность спирамицина увеличивается в 2—4 раза в присутствии сыворотки крови.

### Спектр антимикробной активности
| Группа                     | Вид                                                           | Активность              |
| -------------------------- | ------------------------------------------------------------- | ----------------------- |
| Грамположительные бактерии | Streptococcus pyogenes (гемолитический стрептококк группы A). | Чувствителен            |
| Грамположительные бактерии | Streptococcus viridans                                        | Чувствителен            |
| Грамположительные бактерии | Corynebacterium diphtheriae                                   | Чувствителен            |
| Грамположительные бактерии | Staphylococcus aureus, чувствительный к метициллину.          | Чувствителен            |
| Грамположительные бактерии | Streptococcus pneumoniae                                      | Чувствителен            |
| Грамположительные бактерии | Enterococcus.                                                 | Низкая чувствительность |
| Грамотрицательные бактерии | Neisseria meningitidis                                        | Чувствителен            |
| Грамотрицательные бактерии | Bordetella pertussis                                          | Чувствителен            |
| Грамотрицательные бактерии | Campylobacter.                                                | Чувствителен            |
| Грамотрицательные бактерии | Clostridium                                                   | Чувствителен            |
| Грамотрицательные бактерии | Haemophilus influenzae                                        | Умеренно чувствителен   |
| Грамотрицательные бактерии | Neisseria gonorrhoeae                                         | Низкая чувствительность |
| Грамотрицательные бактерии | Enterobacter                                                  | Резистентен             |
| Грамотрицательные бактерии | Pseudomonas                                                   | Резистентен             |
| Грамотрицательные бактерии | Bacteroides fragilis                                          | Резистентен             |
| Прочие организмы           | Mycoplasma pneumoniae.                                        | Чувствителен            |
| Прочие организмы           | Chlamydia trachomatis.                                        | Чувствителен            |
| Прочие организмы           | Toxoplasma gondii.                                            | Чувствителен            |
| Прочие организмы           | Legionella pneumophila.                                       | Чувствителен            |
| Прочие организмы           | Spirochaetes.                                                 | Чувствителен            |

Существует перекрёстная устойчивость между спирамицином и эритромицином. В настоящее время назначают обычно для лечения токсоплазмоза беременных и врожденного токсоплазмоза (в качестве альтернативы — комбинация пириметамина с сульфадиазином более эффективна, однако спирамицин более безопасен — не выявлено тератогенного действия). Спирамицин снижает риск передачи токсоплазмоза от беременной женщины плоду; не влияет на тяжесть болезни у уже инфицированного плода.

### Парадокс спирамицина
Не подвергаясь клеточному метаболизму, спирамицин находится в клетках в активном состоянии. В результате этого наблюдается высокая клиническая эффективность спирамицина даже в случае инфекций, вызванных слабочувствительными к нему in vitro микроорганизмами. Это явление получило название «парадокс спирамицина»

### Лекарственные взаимодействия
В отличие от эритромицина, спирамицин не метаболизируется в печени через систему цитохрома P450, благодаря чему отсутствует его взаимодействие с циклоспорином и теофиллином.
Сочетание препаратов карбидопа и леводопа при совместном приёме со спирамицином привело к удлинению среднего времени выведения леводопы, которое, как полагают, связано с ингибированием поглощения карбидопы вследствие изменения моторики кишечника.
На фоне приёма спирамицина возможно увеличение значений АлАТ и щелочной фосфатазы.

## Показания
- Токсоплазмоз во время беременности (в качестве альтернативного средства).
- Бактериальные инфекции (препарат II ряда), вызванные чувствительными микроорганизмами: острая внебольничная пневмония, (в том числе атипичная, вызванная Mycoplasma, Chlamydia, Legionella), обострение хронического бронхита, острый бронхит; синусит, тонзиллит, отит; остеомиелит, артрит; экстрагенитальный хламидиоз, простатит, уретриты различной этиологии; заболевания, передающиеся половым путём (в том числе генитальный хламидиоз, сифилис, гонорея и их сочетание).
- Инфекции кожи: рожа, инфицированные дерматозы, абсцесс, флегмоны (в том числе в стоматологии).
- Токсоплазмоз; профилактика менингококкового менингита среди лиц, контактировавших с больными не более чем за 10 дней до его госпитализации.
- Профилактика острого суставного ревматизма.
- Лечение бактерионосительства возбудителей коклюша и дифтерии.

## Противопоказания
Повышенная чувствительность к спирамицину и другим компонентам препарата, период лактации, дефицит фермента глюкозо-6-фосфатдегидрогеназы (риск возникновения острого гемолиза), детский возраст (до 6 лет — для таблеток 1,5 млн. МЕ, до 18 лет — для таблеток 3,0 млн МЕ, для внутривенных инфузий).
C осторожностью: при обструкции жёлчных протоков или печёночной недостаточности.

## Побочные действия
Тошнота, рвота, диарея, аллергические реакции (кожная сыпь, зуд), болезненность в месте внутривенного введения; редко — повышение активности АЛТ и ЩФ. В единичных случаях — тромбоцитопения, удлинение интервала Q-T на ЭКГ, холестатический гепатит, острый колит, язвенный эзофагит, повреждение слизистой оболочки кишечника.

## Способ применения и дозы
У различных препаратов спирамицина возможны различия в зарегистрированных режимах дозирования, поэтому рекомендуется обязательно сверяться с актуальной инструкцией по медицинскому применению.
При нарушении функции почек коррекция дозировки не требуется

### Внутрь
Таблетки принимают внутрь, запивая достаточным количеством воды.
Взрослым. Суточная доза обычно составляет 6-9 млн МЕ, разделённая в 2-3 приёма. Максимальная суточная доза составляет 9 млн. МЕ.
Детям. При массе тела 20 кг и выше дозировка составляет 150—300 тыс. МЕ/кг/сут., разделённая на 2-3 приема. Максимальная суточная доза составляет 300 тыс. МЕ/кг/сут.
Профилактика менингококкового менингита: для взрослых — 3 млн. МЕ два раза в сутки в течение 5 дней; для детей 75 тыс. МЕ/кг массы тела два раза в сутки в течение 5 дней.
За рубежом, что не отражено в инструкции по медицинскому применению в Российской Федерации, при тяжёлых инфекциях допускается увеличение суточной дозировки спирамицина до 12-15 млн МЕ.

### Внутривенно
Только взрослым. 1,5 млн МЕ в/в каждые 8 часов (4,5 млн МЕ в сутки) путём медленной инфузии. В случае тяжёлых инфекций доза препарата может быть удвоена. Содержимое флакона растворяют в 4 мл воды для инъекций, добавляют к 100 мл 5 % раствора декстрозы. Как только позволит состояние пациента лечение следует продолжить пероральным путём.

## Особые указания
Даже при наличии выраженных нарушений функции почек нет необходимости в коррекции режима дозирования. При назначении кормящим женщинам необходимо прекратить кормление, поскольку возможно проникновение в грудное молоко. У спирамицина не выявлено тератогенного действия, поэтому можно без опасения применять у беременных женщин. Уменьшение риска передачи токсоплазмоза плоду во время беременности отмечается с 25 до 8 % при использовании в I триместре, с 54 до 19 % — во II и с 65 до 44 % — в III триместре. У пациентов с заболеваниями печени необходимо периодически контролировать функцию печени в период лечения.

## В промышленности
В пищевой промышленности зарегистрирован в качестве пищевой добавки E710.